# Diocesi di Onchesmo
La diocesi di Onchesmo (in latino Dioecesis Onchesmitana) è una sede soppressa e sede titolare della Chiesa cattolica.

## Storia
Onchesmo, corrispondente alla città di Saranda nel sud dell'Albania, è un'antica sede vescovile della provincia romana dell'Epirus Vetus, suffraganea dell'arcidiocesi di Nicopoli, nella diocesi civile di Macedonia.
Sono solo due i vescovi noti di questa antica diocesi. Claudio prese parte al brigantaggio di Efeso nel 449 e al concilio di Calcedonia nel 451, e sottoscrisse la lettera dei vescovi dell'Epirus Vetus all'imperatore Leone (458) in seguito all'uccisione del patriarca alessandrino Proterio. Cristodoro (o Cristoforo) firmò la lettera scritta nel 516 dai vescovi della sua provincia a papa Ormisda circa l'ordinazione del metropolita Giovanni di Nicopoli.
Di Onchesmo non si hanno più tracce dopo il VI secolo; non appare fra le diocesi suffraganee della nuova sede metropolitana di Naupacto nella Notitia Episcopatuum attribuita all'imperatore Leone VI (inizio X secolo)..
Dal 1933 Onchesmo è annoverata tra le sedi vescovili titolari della Chiesa cattolica; finora la sede non è mai stata assegnata.

## Cronotassi dei vescovi greci
- Claudio † (prima del 449 - dopo il 458)
- Cristodoro (o Cristoforo) † (menzionato nel 516)